# Liste der Kulturdenkmäler in Steinsberg (Rheinland-Pfalz)
In der Liste der Kulturdenkmäler in Steinsberg sind alle Kulturdenkmäler der rheinland-pfälzischen Ortsgemeinde Steinsberg aufgeführt. Grundlage ist die Denkmalliste des Landes Rheinland-Pfalz (Stand: 8. Dezember 2023).

## Einzeldenkmäler
| Bezeichnung | Lage                      | Baujahr                           | Beschreibung                                                                      | Bild                           |
| ----------- | ------------------------- | --------------------------------- | --------------------------------------------------------------------------------- | ------------------------------ |
| Scheune     | Fichtenweg, zu Nr. 2 Lage | 18. Jahrhundert                   | Fachwerkscheune, teilweise massiv und verkleidet, 18. Jahrhundert                 | Fotos hochladen                |
| Hofanlage   | Ringstraße 1 Lage         | 18. Jahrhundert                   | Hofanlage, 18. Jahrhundert; Quereinhaus, Stallgebäude                             | Fotos hochladen                |
| Hofanlage   | Ringstraße 20 Lage        | erste Hälfte des 19. Jahrhunderts | Streckhof; Fachwerkbau, teilweise verschiefert, erste Hälfte des 19. Jahrhunderts | weitere Bilder Fotos hochladen |